# 罗伯特·C·吉芬
罗伯特·C·吉芬（Robert C. Giffen） （1886年6月29日—1962年12月10日） 美国海军中將。

## 生平

### 从出生到第一次世界大战
罗伯特·卡莱尔·吉芬（Robert Carlisle Giffen）1886年6月29日出生于宾夕法尼亚州的西切斯特。在1903年进入内布拉斯加的美国海军学院前，他在印第安纳州的圣母大学学习，海军见习生吉芬毕业于1907级，被分配到弗吉尼亚号战列舰上。从1907年下半年到1909年上半年，他在这艘战舰上参加了大白舰队，并环游世界。在随后的4年里，吉芬在几艘军舰上服役。同时也定期参加全国步枪比赛。1913年－1915年吉芬少尉在华盛顿海军工厂工作。随后他被分配到新建的温赖特号驱逐舰上。

### 第一次世界大战与两次大战之间
在1917年－1918年间，吉芬少校指挥特里普號在隶属于英国联合舰队的第六战斗小舰队内参与了欧洲北海战斗，1918年中，他指挥新的雪利号驱逐舰在地中海直布罗陀海域巡逻，直到1919年8月。从那起到30年代中期，他在加利福尼亚的旧金山、在海军学院及华盛顿的基波特执行一些陆上任务。还在休伦号装甲巡洋舰上担任副舰长。在萨克拉门托号炮艇上担任指挥官。在一个驱逐舰分遣队和内奇斯号补给舰上工作，在1934年与1937年间，吉芬上校又被分配到海军学院。接着在1938年－1940年又指挥轻巡洋舰萨凡纳号轻巡洋舰参与了一次航行。

### 第二次世界大战，大西洋战区

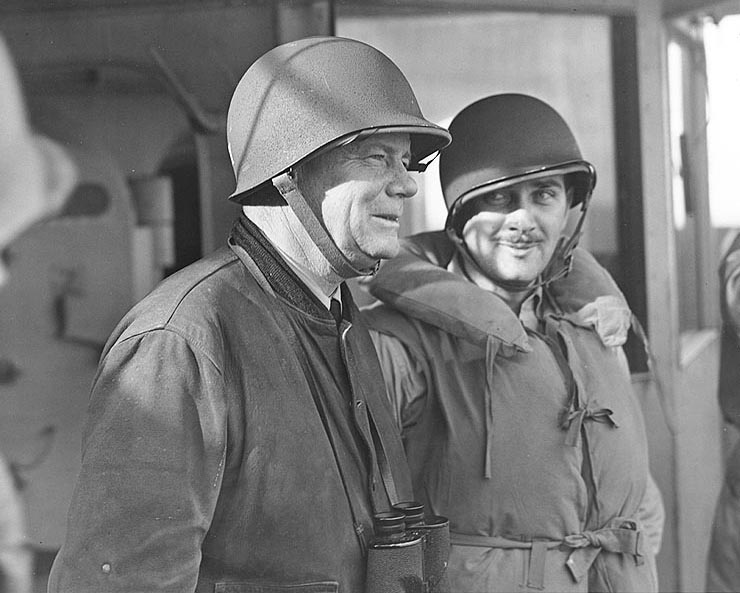
美国海军的罗伯特·C·吉芬海军少将，于1942年－1943年某时头带战时头盔登舰

1940年吉芬在海军战争学院进修，同时做为海军参谋长办公室海军后备役政策司司长在华盛顿呆了几个月。
在1941年3月，吉芬少将成为了巡洋舰小分队司令。在1941年的晚些时候，在逐渐增加的“类似战争”行动中，他领导着北大西洋中立巡逻。当战争在12月正式爆发。他带领水面舰队进行护航行动。同时，与英国本土舰队一起行动。在1942年11月，他参加了火炬行动，在行动中，他的特遣舰队与法国战舰、飞机在摩纳哥的卡萨布兰卡交战。

### 第二次世界大战，太平洋和加勒比战区
在1943－1944年期间，吉芬少将在太平洋上指挥战列舰和巡洋舰特遣舰队，参加了瓜达尔卡纳尔战役的最后阶段、阿留申群岛战役、吉尔伯特和马绍尔群岛战役，以及突袭中太平洋的日本基地的战斗。在1944年5月。他被提升为海军中将，同时被任命为第十海战区的司令以及以波多黎各的圣胡安为司令部的加勒比海前敌司令。

### 军旅生涯最后的职务及退休
吉芬海军中将从1945年8月起担任美国大西洋舰队的现役部队司令。至1946年9月起退休。
他于1962年12月10日在马里兰州的安纳波利斯去世。